# Trinodes
Trinodes là một chi bọ cánh cứng được tìm thấy ở châu Âu, Near East và Bắc Phi.